# الدوري المغربي لكرة القدم 2002–03
الدوري المغربي الممتاز لسنة 2002/2003 هو النسخة السابعة والأربعون للدوري المغربي الممتاز لكرة القدم.
بنهاية الموسم توج نادي حسنية أغادير بالبطولة للمرة الثانية في تاريخه والثانية على التوالي.

## الأندية المشاركة
- اتحاد طنجة
- النادي القنيطري
- شباب المحمدية
- النادي المكناسي
- شباب المسيرة
- اتحاد الفتح الرياضي الرباطي
- الإتحاد الزموري للخميسات
- الوداد البيضاوي
- الكوكب المراكشي
- المغرب الفاسي
- نادي الجيش الملكي
- الإتحاد الرياضي البيضاوي
- أولمبيك خريبكة
- حسنية أكادير
- نهضة سطات
- الرجاء البيضاوي

## ترتيب الفرق
# = المركز ; لعب = المباريات الملعوبة; فاز = عدد مباريات الفوز; تعادل = عدد مباريات التعادل; خسر = عدد مباريات الخسارة; له = الأهداف التي سجلها; عليه = الأهداف التي استقبلها; +/- = فارق الأهداف; النقاط = النقاط
| بطل الدوري المغربي الممتاز 2002/2003 |
| ------------------------------------ |
| حسنية أكادير للمرة الثانية في تاريخه |